# Paul Dacoury-Tabley
Paul Dacoury-Tabley, né le 5 octobre 1934 à Kpapékou, est un évêque catholique ivoirien. Il est l'évêque émérite du diocèse de Grand-Bassam, qu'il a dirigé de 1994 à 2010.

## Biographie
Paul Dacoury naît le 5 octobre 1934 à Kpapékou au centre ouest de la Côte d'Ivoire dans le département de Gagnoa. Il est issu d'une famille d'intellectuel d'homme politique, dont son frère Louis-André Dacoury-Tabley, ancien ministre et Philippe-Henri Dakoury-Tabley, ancien gouverneur de la Banque centrale des États de l'Afrique de l'Ouest et homme politique ivoirien,. Il fait ses études primaires à l’école missionnaire, ses études secondaires au petit séminaire de Bingerville, et poursuit son cursus au grand séminaire d’Ouidah au Bénin, avant de terminer sa formation au grand séminaire d’Anyama.
Il est ordonné prêtre le 27 décembre 1961. Il a d'abord été professeur au petit Séminaire de Gagnoa de 1961 à 1962, avant de faire un doctorat en droit canon et civil à Rome de 1962 à 1967.
De retour en Côte d'Ivoire, il devient vicaire dans son village natal à Kpapékou, où il sert pendant deux années, de 1967 à 1969. Il occupe ensuite le poste de professeur au moyen séminaire de Yopougon de 1969 à 1971. Par la suite, il est supérieur du petit Séminaire de Gagnoa de 1971 à 1972. Entre 1972 et 1979, il exerce les fonctions de professeur puis de recteur au Grand Séminaire d’Anyama.

### Épiscopat
Le pape Jean-Paul II le nomme évêque auxiliaire de l'archidiocèse d'Abidjan et évêque titulaire de Castra Severiana (de) le 9 avril 1979. Il est ordonné par l'archevêque d'Abidjan, Bernard Yago, l'ordonna évêque le 22 juillet de la même année ; les co-consécrateurs sont Noël Kokora-Tekry, évêque du diocèse de Gagnoa, et Laurent Yapi, évêque du d'Abengourou.
Le 19 décembre 1994, il est nommé évêque de Grand-Bassam. En 2010, il renonce au gouvernement pastoral de son diocèse, en raison de son âge avancé. sa démission est acceptée le 27 mars 2010, par le pape Benoît XVI. Il est remplacé par Raymond Ahoua.